# Angelo Branduardi DOC
Angelo Branduardi DOC è una raccolta del cantautore Angelo Branduardi, pubblicata dalla EMI nel 2006 nella collana DOC che comprende anche Alice, Franco Battiato, Banco del mutuo soccorso, Pino Daniele, Roberto Vecchioni ed i Nomadi.

## Tracce
1. Cogli la prima mela
2. Alla fiera dell'est
3. La pulce d'acqua
4. Le dodici lune
5. Piccola canzone dei contrari
6. Il dito e la luna
7. L'apprendista stregone
8. Il giocatore di biliardo
9. Il signore di Baux
10. Si può fare
11. La candela e la falena
12. Io canto la ragazza dalla pelle scura
13. Il cantico delle creature
14. Il sultano di Babilonia e la prostituta

Le versioni di Alla fiera dell'est, La pulce d'acqua, Cogli la prima mela, Il signore di Baux e Le dodici lune sono tratte dal live Camminando Camminando pubblicato nel 1996